# Maria Marly de Oliveira
Marly de Oliveira (Cachoeiro de Itapemirim, Espírito Santo, 1935 — Río de Janeiro, 1 de junio de 2007) fue una poetisa brasileña.
Era la exmujer del poeta, y miembro de la Academia Brasileira de Letras, João Cabral de Melo Neto, y tuvieron dos hijas supervivientes en el momento de su muerte como consecuencia de un fallo multiorgánico. Fue profesora de lengua y literatura italiana, así como de literatura hispano-americana.
Especialista y traductora de literatura hispano-americana, Maria Marly de Oliveira fue autora de una importante obra poética : una docena de informes desde Cerco da primavera (1957) hasta Uma vez sempre (2001).

## Algunas publicaciones

### Libros
- Cerco da Primavera (1957)

- Explicação de Narciso (1960)

- A Suave Pantera (1962)

- A Vida Natural (1967)

- O Sangue na Veia (1967)

- Contato (1975)

- Invocação de Orpheu (1978)

- Aliança (1979)

- A Força da Paixão e A Incerteza das Coisas (1982)

- Retrato / Vertigem / Viagem a Portugal (1986)

- O Banquete (1988)

- Obra Poética Reunida (1989)

- O Deserto Jardim (1990)

- O Mar de Permeio (1998)

- Antologia Poética (1998)

- Uma vez, sempre (2000)

## Honores

### Premios
- 1998: Premio Jabuti con "O Mar de Permeio"[2]